# Thakandar
Thakandar ist eine deutsche Black-Metal-Band aus Osnabrück.

## Geschichte
Thakandar wurde 2008 von Sebastian „Xorg“ Schreiber, Ingo „Kelrath“ Hehmann, Thomas „Anzuhl“ Hellermann und Pascal „Torrent“ Krabbemeyer gegründet. Der Name ist eine Abwandlung aus Robert Jordans Fantasy Epos Das Rad der Zeit und beschreibt einen Landstrich, „Thakan’Dar“, in welchem das Böse Einzug gehalten hat. Im Herbst 2009 wurde die erste Demo Unleashed aufgenommen und veröffentlicht. Diese orientiert sich noch eher am Death Metal mit wenig Black-Metal-Einflüssen. Kurz nach der Aufnahme stieß Dennis „Kaikas“ Bluhm zur Band und spielte fortan die zweite Gitarre. Anfang 2012 wurde eine erste EP Shattered veröffentlicht. Diese weist deutlich mehr Black-Metal-Einflüsse auf als noch die Demo.
Mitte 2015 verließ Anzuhl die Band, woraufhin Kaikas von der Gitarre zum Bass wechselte. Im August desselben Jahres wurde in Torben „Zavragor“ Rothert ein neuer Gitarrist gefunden. Im Juli 2016 verließ Kaikas die Band. Kurz darauf vervollständigte Stefan „Argui“ Laubner als neuer Bassist die Band. Im November desselben Jahres wurde das erste Album Sterbende Erde in der Klangschmiede Studio E bei Markus Stock aufgenommen. Veröffentlicht wurde dieses allerdings erst am 20. Oktober 2017. Im Februar 2017 gab Torrent seinen Austritt aus der Band bekannt. Kurze Zeit später unterschrieb die Band ihren ersten Plattenvertrag bei dem Label Einheit Produktionen. Im April stieß Sebastian „Marlek“ Schlüter als neuer Schlagzeuger zur Band.
Ende 2019 wurde Marlek durch Mike Harland ersetzt.
2022 stieg Tim Sauvageot als neuer Sänger ein, nachdem Xorg die Band verlassen hat.
Im Mai 2022 verließ Argui die Band und Ingo Hehmann wechselte von der Rhythmus-Gitarre auf den E-Bass. Alex Fowler stieß daraufhin als neuer Gitarrist zur Band.

## Stil
Die Musik orientierte sich anfangs noch eher am Death Metal mit Black-Metal-Einflüssen, erfährt aber auf den folgenden Veröffentlichungen einen immer größeren Wandel zum melodischen Black Metal. Die Texte handeln größtenteils von menschlichen Abgründen. Inspiriert wird die Band unter anderem von Stephen Kings Der Dunkle Turm und Dan Simmons’ Die Hyperion-Gesänge / Endymion. Anfangs trat die Band noch mit Black Metal typischen Corpsepaint auf, verzichtete aber im späteren Verlauf darauf. 

## Diskografie
- 2009: Unleashed (Demo)
- 2012: Shattered (EP)
- 2017: Sterbende Erde (Album) bei Einheit Produktionen[1]